# Катріна Гупало
Катріна Гупало (нар. 17 липня 1991, Рига) — латвійська співачка українського походження, авторка пісень та піаністка.

## Біографія
Батько Катріни — український археолог Костянтин Гупало, мати — латвійська художниця Віра Паукша. Батьки познайомилися на курсах у Москві, жили в Україні, а після Чорнобильської катастрофи переїхали до Риги. В цьому місті і народилась їх донька Катріна Гупало 17 липня 1991 року. Вона була хрещена 4 травня — на честь Дня незалежності Латвії.
Катріна навчалася в Західній музичній академії у Каліфорнії, Королівській музичній академії в Лондоні та Латвійській музичній академії. Протягом навчання здобула визнання на різних міжнародних конкурсах, наприклад виступах в Парижі, Лондоні та США. У Латвії її помітили як учасницю латвійського телевізійного шоу «Radīti muzikai».
Співачка є засновником і художнім керівником концертної агенції «Aira Laiviņa Artists». Авторка ідеї та режисури концертів «100 років з Піаф» (2015) та «Pēc pusnakts/After Midnight» («Після опівночі») (2016), які пройшли у понад 20 концертних залах міст Латвії. «Після півночі» отримав високу оцінку британських критиків на лондонському фестивалі Camden Fringe.
У 2018 році Катріна виступала на розігріві перед виступом британської соул-діви Емелі Санде в концертному залі Паладіум, коли вирушила в свій перший концертний тур по США. Також виступала на фестивалі «Laima Vaikule Rendez-Vous Jurmala 2018» в концертному залі Дзинтарі, була в півфіналу Supernova 2018 з власною піснею Intoxicating Caramel та разом із гуртом «Katrina Gupalo & the Black Birds» («Катріна Гупало та чорні птахи») випустила дебютний альбом «Gentle and Done». Пісні «SVARKI?», «Freddy more no sings», а також музика Імантса Калниньша в обробці Катріни викликали до співачки широку увагу ЗМІ та велику прихильність слухачів на концертах.
На честь підтримки України К.Гупало разом із 40 музикантами створили пісню та кліп під назвою Resistance або «Спротив», пов'язані з війною в Україні. В роботі взяли участь музиканти з Латвії, Литви, України та Росії. Пісня «Resistance» була номінована на щорічну премію Латвійського телебачення і радіо «Kilograms Kultūras».
23 квітня 2022 року брала участь в акції протесту «Голос росіян проти війни».
У 2022 році вийшли пісні «Masas» і «Dur Prom», які стали радіохітом і 13 тижнів входили в ТОП-10 найпопулярніших пісень Латвії, звучали на дев'яти латвійських радіостанціях. У 2023 році вийшли пісні «Kamēr pret sauli kāpu» на вірші Маріса Чайклайса, «Pupiņu Zupiņa» та «Man ar Tevi». Разом з Едгаром Вільканасом Катріна створила музику для срібної монети Банку Латвії «Воля».

## Альбоми
| Рік  | Назва               |
| ---- | ------------------- |
| 2018 | 7 Skumjas Zvaigznes |
| 2020 | Gentle And Done     |

## Сінгли
| Рік  | Назва                                   |
| ---- | --------------------------------------- |
| 2017 | Tumša nakte                             |
| 2017 | Too Much Sunshine                       |
| 2017 | Intoxicating Caramel                    |
| 2018 | Red Buses                               |
| 2018 | Toksiskās sēnes                         |
| 2019 | SVĀRKI?                                 |
| 2019 | Fredijs vairs nedziedās                 |
| 2020 | Levitate                                |
| 2020 | Fredijs vairs nedziedās (jaunā versija) |
| 2020 | Apvij rokas                             |
| 2020 | Viņi dejoja vienu vasaru                |
| 2020 | Par pēdējo lapu                         |
| 2020 | Листя желтые                            |
| 2021 | I Can I Can I Can                       |
| 2021 | Agonija                                 |
| 2021 | Try Me (Remix)                          |
| 2021 | La Vie En Rose                          |
| 2022 | Resistance                              |
| 2022 | Dur Prom                                |
| 2022 | Masas                                   |
| 2023 | Man ar Tevi                             |
| 2023 | Kamēr Pret Sauli Kāpu                   |
| 2023 | Pupiņu Zupiņa                           |

## Особисте життя
Протягом дев'яти років Катріна Гупало зустрічалась з піаністом Андрієм Осокінсом. Але в 2023 році пара розійшлась.